# Katantodesmus occidentalis
Katantodesmus occidentalis är en mångfotingart som beskrevs av Christoph D. Schubart 1954. Katantodesmus occidentalis ingår i släktet Katantodesmus och familjen kuldubbelfotingar. Inga underarter finns listade i Catalogue of Life.